# Угличский педагогический колледж
Угличский индустриально-педагогический колледж — среднее образовательное учреждение в городе Угличе.

## История
Государственная Новинская учительская семинария была основана 16 (28) ноября 1871 года в селе Новом Мологского уезда Ярославской губернии. Усадьба, в которой расположилась семинария, принадлежала А. В. Сухово-Кобылину, который по совету К. Д. Ушинского продал её для организации учебного заведения. В 1914 году основное здание семинарии сильно пострадало от пожара, и 1 июля 1915 года учебное заведение было переведено в Углич (который в это время являлся уездным городом Ярославской губернии). 
После Октябрьской революции 12 (25) декабря 1917 года в Угличе была установлена Советская власть. В том же 1917 году в семинарию были впервые приняты девушки.
В 1919 году семинария преобразована в Угличские педагогические курсы, в 1920 году здесь возникла комсомольская ячейка, в 1921 году учебное заведение было реорганизовано в Угличский педагогический техникум. 
Преподаватели и многие учащиеся принимали активное участие в ликвидации неграмотности (директор техникума коммунист М. И. Шишкин был председателем уездного общества "Долой неграмотность!", а целый ряд наиболее отличившихся учащихся получил почётное звание культармейца). В это же время работавший в техникуме методист С. П. Редозубов начал работу над новым букварём (который был издан позднее - в Москве).
В 1936 году педтехникум получил наименование педагогического училища.
После начала Великой Отечественной войны многие преподаватели и выпускники училища ушли на фронт. Кроме того, несколько преподавателей вступили в народное ополчение и несли службу в городе, а девушки ухаживали за ранеными в госпитале. Когда город стал прифронтовым, коллектив образовательного учреждения принял участие в строительстве укреплений. Также весь коллектив принял участие в пожертвованиях в Фонд обороны (при участии коллектива Угличского педагогического училища была построена авиаэскадрилья имени Ивана Сусанина). 
В 1950е - 1960е годы активизировалась общественная и международная деятельность училища. В период подготовки к Всемирному фестивалю молодёжи в 1957 году были установлены связи с педагогическими училищами Чехословакии и Польши. В эти же годы складываются традиции (празднование Дня рождения училища, посвящение первокурсников в учащиеся, вечер встречи с выпускникам прошлых лет и др.).
В 1971-1981 годы приоритетным направлением работы училища была подготовка сельских учителей.
В 1980-1981 учебном году училище включало в себя учебный корпус (с 19 учебными кабинетами, спортзалом, библиотекой с читальным залом, а также актовым залом на 440 мест) и три общежития. Здесь проходили обучение 437 человек (кроме того, училище осуществляло повышение квалификации учителей).
В ноябре 1993 года училище было реорганизовано и переименовано в Угличский педагогический колледж.
В 1995 году было открыто преподавание по новой специальности - "Русский язык и литература". В 1998 году на базе Угличского педагогического колледжа был открыт филиал Ярославского государственного педагогического университета имени К. Д. Ушинского в городе Угличе, который осуществлял подготовку по пяти специальностям ("Педагогика и методика начального образования", "Педагогика и филологическое образование", "Физическая культура", "Русский язык и литература" и "Информатика"). В 2014 году Угличский филиал ЯГПУ прекратил своё существование.
В 2009 году в состав Угличского педагогического колледжа был включён Угличский политехнический колледж - после чего образовательное учреждение получило новое название - Угличский индустриально-педагогический колледж.

## Современное состояние
В настоящее время преподавание ведётся по семи направлениям:
- 050146 Преподавание в начальных классах;
- 050141 Физическая культура;
- 050202 Информатика;
- 050144 Дошкольное образование;
- 100401 Туризм;
- 230113 Компьютерные системы и комплексы;
- 260807 Технология продукции общественного питания

## Награды
Образовательное учреждение награждено несколькими Почётными грамотами.
- так, во Всесоюзном конкурсе педагогических училищ за лучшую организацию условий труда, быта и отдыха 1978 года училище занято 1-е место среди всех педагогических училищ СССР - и было награждено Почётной грамотой министерства народного просвещения РСФСР и ЦК профсоюза работников просвещения высшей школы и научных учреждений с вручением переходящего Красного знамени[2]
- после того, как в десятой пятилетке (1976-1980 гг.) в социалистическом соревновании среди педагогических училищ СССР училище заняло шесть призовых мест, в 1980 году оно было награждено Почётной Ленинской грамотой обкома КПСС, облисполкома, облсовпрофа и обкома ВЛКСМ - за достижение наивысших результатов в социалистическом соревновании[2]

## Преподаватели и выпускники
Только за первые 110 лет работы, с 1871 до 1981 года образовательное учреждение подготовило свыше 6 тысяч учителей (в том числе - учителей начальных школ и преподавателей физкультуры), 11 преподавателей и сотрудников были награждены медалью "За доблестный труд в Великой Отечественной войне", ещё 14 преподавателей и ряд выпускников (участники Великой Отечественной войны) - боевыми орденами и медалями.
За первые 145 лет работы образовательное учреждение подготовило около 15 тыс. специалистов.
В числе известных руководителей, преподавателей и сотрудников здесь работали известные учёные и методисты: В. А. Флеров, сыгравший большую роль в развитии науки методики русского языка; В. К. Беллюстин, ставший известным методистом в области арифметики; С. П. Редозубов – сотрудник Академии педагогических наук СССР; Н. Д. Никольский, впоследствии ставший ректором Калининского педагогического института.
В 1889-1894 гг. в семинарии учился художник Е. В. Честняков. Выпускник училища А. И. Шустов прошёл путь от сельского учителя до заместителя министра просвещения РСФСР.